# ペルー・レイル
ペルー・レイルは、クスコ - マチュピチュ間などを走る、地球上で2番目に標高の高い場所を走る列車。
列車は、ペルー南部において観光、貨物、チャーターなど広範囲にわたるサービスを提供しており、特にマタラニ港とペルー第二の都市であるアレキパ間を結ぶ貨物列車として有名である。以前は、Ferrocarril del Sur （ペルー南部鉄道）として、ENAFERによって運営されていた。
現在は、オリエント急行を運行するベルモンド社とペルー資本によって共同運営されている。

## ルート
線路はマタラニ港からスタートし、アレキパを通りプーノ県に入った地点、フリアカの町によって2つに分かれる。東行きのルートはプーノへ向かい、西行きのルートは、クスコを通り、マチュピチュまで続いている。以前は、マチュピチュを越え、キジャバンバ・バレーまで続いていたが、1997年の大雨による崖崩れなどのため、この区間は廃線となっている。もともと鉄道はキジャバンバの農産物を海岸沿いに運ぶ目的で建設された。
現在、旅客列車が運行されているのは、以下の通り。フリアカ - アレキパ間は、貨物のみとなっている（チャーター利用は可）。
- クスコ - オリャンタイタンボ - マチュピチュ
- クスコ（ポロイ駅） - オリャンタイタンボ - マチュピチュ （ハイラム・ビンガム）[1]
- オリャンタイタンボ - マチュピチュ
- クスコ - フリアカ - プーノ

## 列車
クスコ - マチュピチュ間のルートにおいて、ペルー・レイルは異なったクラスの列車を運行している。
ハイラム・ビンガムは、マチュピチュ遺跡を発見したアメリカ人探検家、ハイラム・ビンガムの名前をとって命名された豪華な列車。ポロイ駅（クスコ中心部から車で20分）をから朝9時の出発となり、他のペルー・レイルに比べて遅めの出発となる。列車の料金には、車内で振舞われる食事やワイン、遺跡を巡るガイド、バス移動、遺跡の入場料などが含まれている（2008年度の料金は往復でUS588 ドル）。
ビスタドームは、車両の側面と上部が大きな窓で囲まれた列車で、素晴らしい景色が堪能できる。料金には軽食とホット/アイスの飲み物が含まれている（2008年度の料金は往復でUS142ドル）。
エクスペディションは、バックパッカーとも呼ばれ、インディオの織物で覆われた座席で旅するシンプルなサービス。料金には軽食も含まれており、バックパックの収納場所も用意されている。特にインカ道のハイカー向け（2008年度の料金は往復でUS96ドル）。
また、宣伝はされていないが、ペルー・レイルでは、木製の座席が用意されたペルー国民の人々にのみ利用可能な割引のサービスもある。
クスコ - プーノ（チチカカ湖）間を走るファースト・クラスのアンディアン・エクスプローラーには、装飾された車両と、食堂車、オープン・エアー式の展望車などが含まれている。料金には昼食が含まれている。（2008年度の料金は片道でUS143ドル）。バックパッカーのサービスもある（2008年度の料金は片道でUS22ドル）。

## ギャラリー

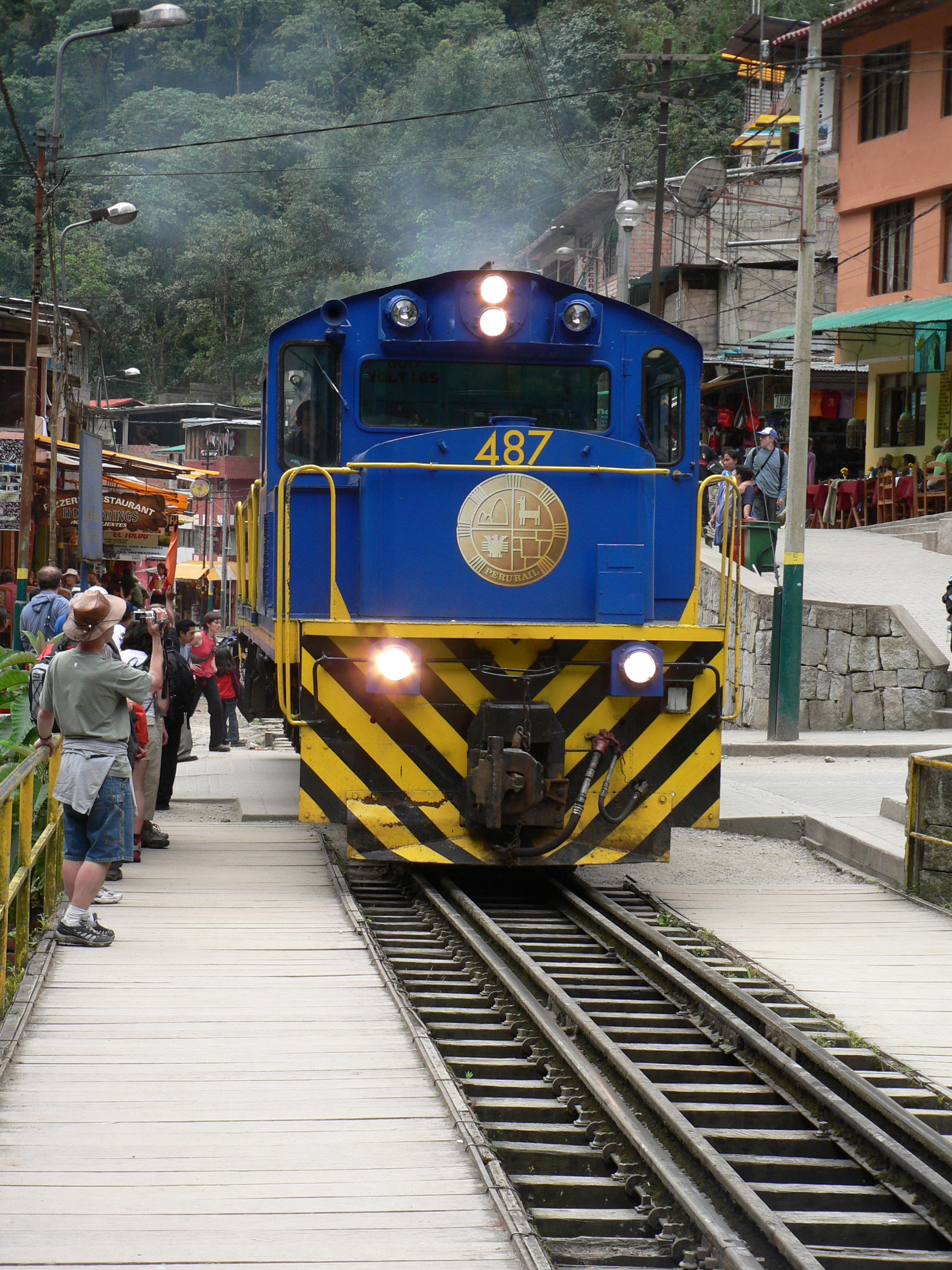
マチュピチュでのペルー・レイル
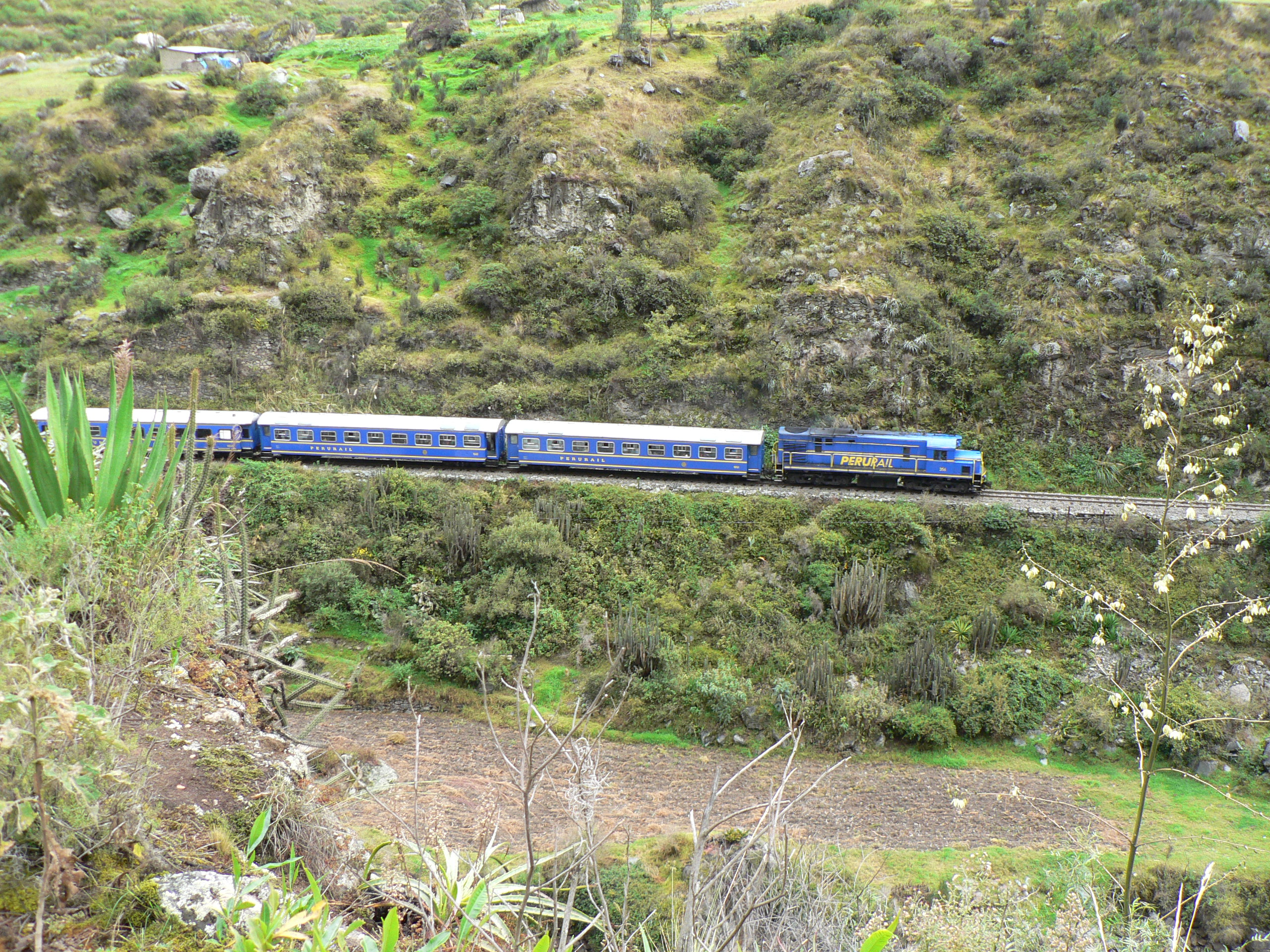
クスコ - マチュピチュ間の列車
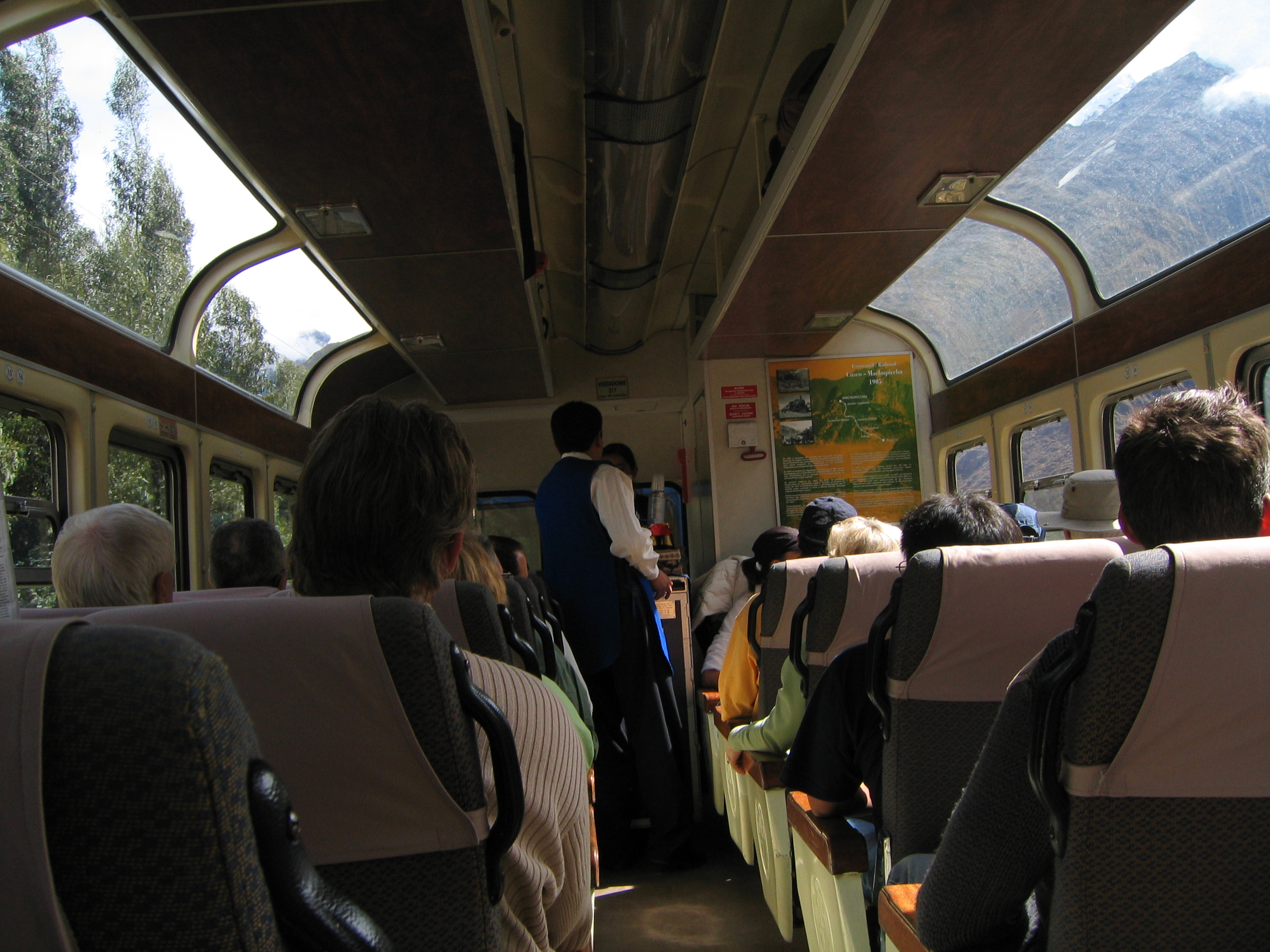
ビスタドーム車の車内
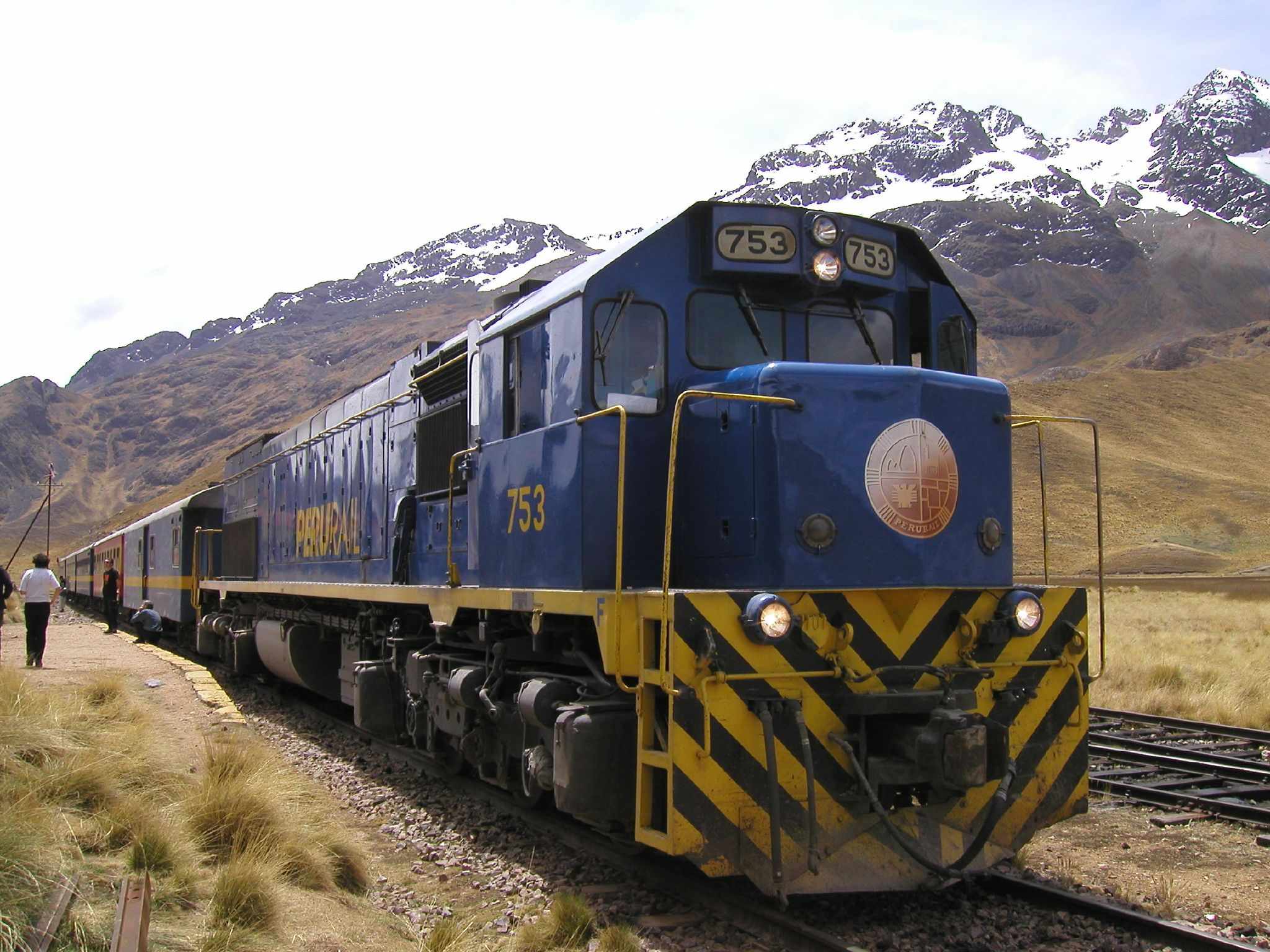
La Rayaに停車中のクスコ - プーノ（チチカカ湖）間の列車